# Felice Andreasi
Felice Andreasi (Torino, 8 gennaio 1928 – Cortazzone, 25 dicembre 2005) è stato un attore e cabarettista italiano, attivo nel cinema, alla radio e nel teatro.
Considerato uno dei maggiori esponenti del teatro comico-satirico, legò il suo nome a diverse trasmissioni televisive, specialmente negli anni settanta; attivo nel cabaret, fu anche autore di monologhi per il teatro.
Apprezzato umorista, fu anche autore di aforismi e lapidarie battute cariche di un surreale humour.

## Biografia

### Carriera
Andreasi – torinese di nascita ma astigiano d'adozione – conobbe il successo al pari di altri cantanti-attori come Enzo Jannacci, Lino Toffolo, Cochi Ponzoni e Renato Pozzetto per la partecipazione alla trasmissione televisiva Il poeta e il contadino (1973). In realtà la sua carriera era iniziata molto prima, in teatro, dove, nel 1968, aveva interpretato Mercadet, la figura di affarista disegnata da Balzac.
Successivamente (1975) lavorò ne Il sospetto, a fianco di Gian Maria Volonté e sotto la regia di Citto Maselli. La carriera teatrale di Andreasi – che fu anche un apprezzato comico di cabaret (è nota la sua imitazione dello sciatore Gustav Thöni e la sua recita della poesia Piemonte di Giosuè Carducci) – proseguì poi con un'interpretazione nella commedia La famiglia dell'antiquario (1986) di Carlo Goldoni e in un'edizione di Aspettando Godot al fianco di Jannacci, Gaber e Paolo Rossi.
Per il cinema (una trentina i titoli interpretati), è da segnalare la sua partecipazione a Storia di ragazzi e di ragazze di Pupi Avati (1989), Un'anima divisa in due di Silvio Soldini (1992) e Pane e tulipani, ancora di Soldini (2000) che gli fruttò il Nastro d'argento. Nel 2004 interpretò anche la figura del protagonista nel film Nanà, diretto da Giuseppe Varlotta e tratto dal libro Gli uomini della nebbia di Gian Paolo Squassino. 
La poliedrica figura di Felice Andreasi comprende anche quella dell'autore teatrale: egli scrisse infatti una raccolta di monologhi e racconti dal titolo D'amore (diverso) si muore.
Col suo tipico accento piemontese (una vera e propria cifra stilistica, insieme al parlare molto rallentato per simulare stupidità) negli anni settanta ebbe successo televisivo come cantante, in particolare rilanciò La balorda di Ivan Della Mea. 
Prese parte a diversi programmi radiofonici, tra cui Le interviste impossibili e Occhiali rosa, trasmessi entrambi da Radio Due.

### Morte
Felice Andreasi morì la sera di Natale del 2005 per complicazioni della malattia di Parkinson, di cui soffriva da tempo. Insieme a Bruno Lauzi, affetto dalla stessa patologia, aveva realizzato due album nel biennio 2001-02, dedicati al Piemonte.

## Vita privata
Era sposato con la pittrice Maria Grazia Manara.

## Omaggi
- Nel 1998 venne realizzato un video-ritratto dedicato a Felice Andreasi dal titolo Felice l'attore che dipinge, per la regia di Antonio De Lucia ed Enrico Venditti, premiato con Menzione speciale al XVI Torino Film Festival.
- A partire dal dicembre 2015, per il decennale della scomparsa di Andreasi, sono stati organizzati numerosi eventi per rendere omaggio alla sua poliedrica personalità artistica, fra i quali la presentazione della biografia Felice Andreasi. Un pittore in scena tra teatro, cinema e tv; la retrospettiva di opere pittoriche di Andreasi che si è tenuta a Palazzo Salmatoris di Cherasco da ottobre 2016 a marzo 2017 e infine, a partire da giugno 2017, la realizzazione dello spettacolo teatrale Prove d'attore per essere... Felice, dedicato ad Andreasi e al cabaret piemontese e lombardo degli anni sessanta e settanta.

## Filmografia

### Cinema
- Jus primae noctis, regia di Pasquale Festa Campanile (1972)
- Fiorina la vacca, regia di Vittorio De Sisti (1972)
- Dentro la casa della vecchia signora, regia di Giacomo Battiato (1973)
- Permettete signora che ami vostra figlia?, regia di Gian Luigi Polidoro (1974)
- Il sospetto, regia di Citto Maselli (1975)
- Sturmtruppen, regia di Salvatore Samperi (1976)
- Signore e signori, buonanotte, regia di Luigi Comencini, Nanni Loy, Luigi Magni, Mario Monicelli ed Ettore Scola (1976)
- Come ti rapisco il pupo, regia di Lucio De Caro (1976)
- Luna di miele in tre, regia di Carlo Vanzina (1976)
- Ecco noi per esempio..., regia di Sergio Corbucci (1977)
- L'ultimo giorno d'amore (L'homme pressé), regia di Édouard Molinaro (1977)
- Come perdere una moglie e trovare un'amante, regia di Pasquale Festa Campanile (1978)
- Io tigro, tu tigri, egli tigra, regia di Giorgio Capitani e Renato Pozzetto (1978)
- Geppo il folle, regia di Adriano Celentano (1978)
- Le braghe del padrone, regia di Flavio Mogherini (1978)
- Saxofone, regia di Renato Pozzetto (1979)
- Un amore in prima classe, regia di Salvatore Samperi (1980)
- L'esercito più pazzo del mondo, regia di Marino Girolami (1981)
- Nessuno è perfetto, regia di Pasquale Festa Campanile (1981)
- Bingo Bongo, regia di Pasquale Festa Campanile (1982)
- Sturmtruppen 2 - Tutti al fronte, regia di Salvatore Samperi (1982)
- Il sommergibile più pazzo del mondo, regia di Mariano Laurenti (1982)
- Il petomane, regia di Pasquale Festa Campanile (1983)
- Mani di fata, regia di Steno (1983)
- Strana la vita, regia di Giuseppe Bertolucci (1987)
- Il volatore di aquiloni, regia di Renato Pozzetto (1987)
- Musica per vecchi animali, regia di Umberto Angelucci e Stefano Benni (1989)
- Storia di ragazzi e di ragazze, regia di Pupi Avati (1989)
- Faccia di lepre, regia di Liliana Ginanneschi (1990)
- Il caso Martello, regia di Guido Chiesa (1991)
- Lettera da Parigi, regia di Ugo Fabrizio Giordani (1992)
- Bonus malus, regia di Vito Zagarrio (1993)
- Un'anima divisa in due, regia di Silvio Soldini (1993)
- Quando le montagne finiscono, regia di Daniele Carnacina (1994)
- Papà dice messa, regia di Renato Pozzetto (1996)
- La traduzione, regia di Guido Giansoldati (1997)
- Felice l'attore che dipinge. Felice Andreasi: un incontro, regia di Antonio De Lucia e Enrico Venditti (1998)
- Muzungu, regia di Massimo Martelli (1999)
- Il partigiano Johnny, regia di Guido Chiesa (2000)
- Pane e tulipani, regia di Silvio Soldini (2000)
- Ogni lasciato è perso, regia di Piero Chiambretti (2001)
- La regina degli scacchi, regia di Claudia Florio (2001)
- Fortezza Bastiani, regia di Michele Mellara e Alessandro Rossi (2002)
- Due amici, regia di Spiro Scimone e Francesco Sframeli (2002)
- La collezione invisibile, regia di Gianfranco Isernia (2003)
- Ora e per sempre, regia di Vincenzo Verdecchi (2004)
- Nanà, regia di Giuseppe Varlotta (2004)

### Televisione
- Papà Goriot, regia di Tino Buazzelli – film TV (1970)
- La giostra, di Massimo Dursi, regia di Sandro Bolchi – miniserie TV (1972)
- La scuola delle mogli, regia di Vittorio Cottafavi – film TV (1973)
- Follia amore mio, regia di Gianni Bongioanni – film TV (1986)
- Fuori scena, regia di Enzo Muzii – film TV (1986)
- Cinque storie inquietanti – serie TV, episodio 1x03 (1987)
- Guerra di spie – miniserie TV (1988)
- Gli angeli del potere, regia di Giorgio Albertazzi – film TV (1988)
- Il caso Fenaroli, regia di Gianpaolo Tescari – film TV (1996)
- Uno di noi – miniserie TV (1996)
- Cronaca nera – miniserie TV (1998)
- Trenta righe per un delitto – serie TV (1998)
- Il mastino – serie TV, episodio 1x04 (1998)
- Angelo il custode – serie TV, episodio 1x05 (2001)
- Don Matteo – serie TV, episodio 2x07 (2001)
- Il bello delle donne – serie TV, 6 episodi (2001)
- L'ultimo rigore, regia di Sergio Martino – film TV (2002)
- Un posto tranquillo, regia di Luca Manfredi – film TV (2003)

## Televisione
- Aiuto, è vacanza! (programma nazionale, 1969)
- Il poeta e il contadino (Secondo programma, 1973)
- Quo vadiz? (Rete 4, 1984)

## Pubblicità
- Prese parte nel 1970 ad alcuni episodi della rubrica pubblicitaria televisiva Carosello reclamizzando il sapone per bucato Ondaviva della Henkel.

## Discografia

### Collaborazioni
- 2001 – Bruno Lauzi, Omaggio al Piemonte - Le canzoni, le poesie, le prose, con i brani Il lamento del biliardo e Piemonte
- 2002 – Bruno Lauzi, Omaggio Al Piemonte Vol. 2, con i brani La polenta e S'quasi n'orassion

### Partecipazioni
- 1965 – AA.VV. Canti della resistenza italiana 7, con il brano Tutti mi dicon Cesare assieme a Mariù Hassid

## Opere letterarie
- D'amore (diverso) si muore, Milano, Rizzoli Editore, 1981, ISBN non esistente.
- L'uomo spaventoso, Edizioni Il Formichiere, 1974.

## Riconoscimenti
- Nastro d'argento
  - 1994 – Candidatura al migliore attore non protagonista per Un'anima divisa in due
  - 2000 – Migliore attore non protagonista per Pane e tulipani

- Ciak d'oro
  - 1990 – Candidatura al migliore attore non protagonista per Storia di ragazzi e di ragazze